# Christine D'Clario
Christine D'Clario (Yonkers, Nueva York; 7 de septiembre de 1982) es una cantante y compositora estadounidense, con raíces puertorriqueñas. Ha colaborado con Marco Barrientos, Marcos Brunet, Álex Zurdo, Funky, Daniel Calveti, Julio Melgar, Danny Gokey, Barak, Redimi2 y Miel San Marcos, además de ganar un Premio GMA Dove como "Mejor álbum cristiano en español" y ser nominada en los Premios Grammy Latinos en 2016 por Eterno Live como Mejor Álbum Cristiano. Es conocida como una de las cantantes de música cristiana más reconocidas.

## Biografía
Vivió en su ciudad natal hasta la muerte de su padre en 1988, víctima de cirrosis hepática. Se trasladó con su madre a Puerto Rico donde formaron una nueva familia. Comenzó a asistir a una congregación evangélica, donde se acercó al canto y a la música. 
En 2004, participó en la segunda edición del Festival Mundial de la Canción, donde ganó junto a Samuel David y Manolo Ramos como representantes de Puerto Rico como Mejor Interpretación. En ese mismo año, se casó con el puertorriqueño Carlos Caban (quien actualmente es su mánager) y grabó su álbum debut al año siguiente. Hacia 2011 logró el título en Ciencias Empresariales del entretenimiento de la Full Sail University. Actualmente reside en Dallas, Texas con su esposo Carlos Caban, su hijo Ian Anthony Caban y su hija Kenzi Evangelina Caban.
Su carrera discográfica comenzó en 2005 con el lanzamiento del álbum Christine D'Clario, y continuaría en 2008 con Solo Tú... Lo único que quiero con el sello Integrity Music. Su tercer producción De Vuelta al Jardín lanzada en 2011, fue nominada como mejor álbum en español en los GMA Dove Awards con canciones como «Él nos ama» y «Como dijiste». El vídeo de esta última canción fue nominado a los Premios VMCL, en la categoría "Vídeo musical del año".
En febrero de 2013, lanzó su cuarto álbum Más Profundo (contó con una edición en inglés llamada Deeper), el cual logró también una nominación para los GMA Dove Awards y logró los puestos 48 y 17 en las listas Billboard de Top Latin Albums y Latin Pop Albums, respectivamente. Esta producción contó con la colaboración de Marco Barrientos y Daniel Calveti. La canción «Seguirte» de este álbum le daría su primer Premio Arpa como mejor colaboración.
Su quinta producción es un álbum en vivo grabado en 2015, Eterno Live, que se posicionó en el No. 2 de la lista de Latin Pop Albums y el No. 5 de Top Latin Albums de Billboard. Durante este período realizó colaboraciones con artistas como Marcos Brunet, Miel San Marcos y Barak.
El 4 de octubre de 2016 lanzó su primer libro Corazón pródigo, donde relata su testimonio de una doble vida rescatada y transformada por el amor de Dios.
En 2022, participó del sencillo «Danzando» de Gateway Worship, junto a Travy Joe, Daniel Calveti, Becky Collazos y Josh Morales, obra musical que fue seleccionada como Canción del año en español en la ceremonia de 2023 de los Premios Dove.
En 2024, Christine D’Clario presentó su gira La Novia, producción discográfica que sería grabada en vivo en el Coliseo de Puerto Rico.

## Discografía

### Álbumes de estudio
- Christine D'Clario (2005)
- Solo Tú... Lo único que quiero (2008)
- De vuelta al jardín (2011)
- Más Profundo (2013)
- Deeper (2013)

### Álbumes en vivo
- Eterno: Live (2015)
- Emanuel (2018)
- Hasta Poder Ver (2021)
- All That Remains (2021)
- La Novia (2024)

## Giras

### Eterno Live Tour (2016)
| Fecha                    | Ciudad        | País           | Lugar                               |
| ------------------------ | ------------- | -------------- | ----------------------------------- |
| América Latina           |               |                |                                     |
| 19 de febrero de 2016    | Cali          | Colombia       |                                     |
| 20 de febrero de 2016    | Medellín      | Colombia       | Plaza de Toros La Macarena          |
| 21 de febrero de 2016    | Barranquilla  | Colombia       | Estadio Romelio Martínez            |
| 24 de marzo de 2016      | Bogotá        | Colombia       | Auditorio Evangelismo de Fuego      |
| 25 de marzo de 2016      | Bogotá        | Colombia       | Auditorio Evangelismo de Fuego      |
| 26 de marzo de 2016      | Pasto         | Colombia       | Auditorio de la Fe                  |
| América del Norte        |               |                |                                     |
| 16 de abril de 2016      | Providence    | Estados Unidos | Iglesia Vida Real                   |
| América Latina           |               |                |                                     |
| 9 de mayo de 2016        | Chaco         | Argentina      | Iglesia de la Ciudad                |
| 27 de mayo de 2016       | Bogotá        | Colombia       | Centro Misionero Bethesda           |
| 29 de mayo de 2016       | Villavicencio | Colombia       | Auditorio Grand Hotel               |
| 17 de junio de 2016      | Limón         | Costa Rica     | Estadio Juan Gobán                  |
| 18 de junio de 2016      | Heredia       | Costa Rica     | Palacio de los Deportes             |
| 19 de junio de 2016      | Pérez Zeledón | Costa Rica     | Gimnasio Polideportivo              |
| 6 de agosto de 2016      | San Salvador  | El Salvador    | Templo Cristiano                    |
| 12 de agosto de 2016     | Guayaquil     | Ecuador        | Avenida Francisco de Orellana       |
| 13 de agosto de 2016     | Quito         | Ecuador        | Coliseo General Rumiñahui           |
| 3 de septiembre de 2016  | Villahermosa  | México         | Centro de Convenciones Tabasco 2000 |
| 23 de septiembre de 2016 | Santa Marta   | Colombia       | Polideportivo Sur                   |
| América del Norte        |               |                |                                     |
| 14 de octubre de 2016    | Orlando       | Estados Unidos | First Baptist Orlando               |
| 15 de octubre de 2016    | Miami         | Estados Unidos | Iglesia Segadores de Vida           |
| 21 de octubre de 2016    | Washington    | Estados Unidos | Mclean Bible Church                 |
| 22 de octubre de 2016    | Nueva York    | Estados Unidos | United Palace                       |
| 23 de octubre de 2016    | Nueva York    | Estados Unidos | United Palace                       |
| 27 de octubre de 2016    | San Diego     | Estados Unidos | Iglesia Lugar de Encuentro          |
| 28 de octubre de 2016    | Santa Ana     | Estados Unidos | Templo Calvario Church              |
| 29 de octubre de 2016    | San José      | Estados Unidos | Jubilee Christian Center            |
| 5 de noviembre de 2016   | Houston       | Estados Unidos | Grace Church Houston                |
| América Latina           |               | Estados Unidos |                                     |
| 15 de noviembre de 2016  | Mar del Plata | Argentina      | Tabernáculo MCYM                    |
| 17 de noviembre de 2016  | Rosario       | Argentina      | Estadio Cubierto Newell's Old Boys  |
| 19 de noviembre de 2016  | Río Negro     | Argentina      | Centro Camioneros Allen             |
| 21 de noviembre de 2016  | Buenos Aires  | Argentina      | Estadio Luna Park                   |
| 2 de diciembre de 2016   | Bucaramanga   | Colombia       | Velódromo Alfonso Flores Ortiz      |
| América del Norte        |               |                |                                     |
| 8 de diciembre de 2016   | El Paso       | Estados Unidos | El Paso County Colisseum            |

### Una Noche de Adoración con Christine D'Clario (2017-2018)
| Fecha                   | Ciudad              | País           | Lugar                                |
| ----------------------- | ------------------- | -------------- | ------------------------------------ |
| América Latina          |                     |                |                                      |
| 26 de agosto de 2017    | San Juan            | Puerto Rico    | Coliseo de Puerto Rico               |
| América del Norte       |                     |                |                                      |
| 10 de octubre de 2017   | San Antonio         | Estados Unidos | Westover Hills Assembly of God       |
| 12 de octubre de 2017   | El Paso             | Estados Unidos | Vino Nuevo                           |
| 13 de octubre de 2017   | Tucson              | Estados Unidos | Victory Worship Center               |
| 14 de octubre de 2017   | Rialto              | Estados Unidos | Sunrise Church                       |
| 16 de octubre de 2017   | Fresno              | Estados Unidos | Peoples Church                       |
| 17 de octubre de 2017   | Sacramento          | Estados Unidos | Destiny Christian Church             |
| 20 de octubre de 2017   | Portland            | Estados Unidos | East Hill Foursquare Church          |
| 21 de octubre de 2017   | Seattle             | Estados Unidos | Life Center                          |
| 24 de octubre de 2017   | Denver              | Estados Unidos | Encounter Church                     |
| 26 de octubre de 2017   | Oklahoma            | Estados Unidos | Victory Church                       |
| América Latina          |                     |                |                                      |
| 28 de octubre de 2017   | Ciudad de Panamá    | Panamá         | Comunidad Apostólica Hosanna         |
| América del Norte       |                     |                |                                      |
| 1 de noviembre de 2017  | Cincinnati          | Estados Unidos | Tri-County Assembly of God           |
| 4 de noviembre de 2017  | Philadelphia        | Estados Unidos | Fountain of Life                     |
| 6 de noviembre de 2017  | Richmond            | Estados Unidos | Celebration Church & Outreach Center |
| 7 de noviembre de 2017  | Raleigh             | Estados Unidos | Catch The Fire Worship Center        |
| 1 de diciembre de 2017  | Atlanta             | Estados Unidos | First Baptist Church Woodstock       |
| 2 de diciembre de 2017  | Tampa               | Estados Unidos | Iglesia Tampa Bay                    |
| 5 de diciembre de 2017  | New Orleans         | Estados Unidos | Celebration Church - Metairie Campus |
| 8 de diciembre de 2017  | Waco                | Estados Unidos | Antioch Community Church             |
| 9 de diciembre de 2017  | Dallas              | Estados Unidos | Iglesia Mundo de Fe                  |
| América Latina          |                     |                |                                      |
| 14 de diciembre de 2017 | Santiago del Estero | Argentina      | Fórum Perú 510                       |
| 16 de diciembre de 2017 | Santiago            | Chile          | Plaza Puente Alto                    |
| 18 de diciembre de 2017 | Córdoba             | Argentina      | Plaza de la Música                   |
| 20 de enero de 2018     | Lima                | Perú           | Parque de la Exposición              |

### Christine D'Clario Emanuel TOUR (2019)
| Fecha                                        | Ciudad            | País     | Lugar                                                       |
| -------------------------------------------- | ----------------- | -------- | ----------------------------------------------------------- |
| América Latina                               |                   |          |                                                             |
| 17 de mayo de 2019 (Fecha cambiada de enero) | Hermosillo        | México   | Centro de usos múltiples                                    |
| 2 de febrero de 2019                         | Ciudad de Panamá  | Panamá   | Comunidad Apostólica Hosanna                                |
| 29 de enero de 2019                          | Monterrey         | México   | Arena Monterrey / Arena Ciudad de México                    |
| 28 de febrero de 2019                        | Bogotá D. C.      | Colombia | Centro de Convenciones G12 Misión Carismática Internacional |
| 1 de agosto de 2019                          | Montería, Córdoba | Colombia | Coliseo Miguel Happy Lora                                   |

## Colaboraciones
- No Me Abandonarás - con DJ Blaster (2008)
- Yo iré - con Kerwin Márquez (2011)
- Te Necesito - con Funky (2011)
- Eres Santo (En Vivo) - con Carlos Cintrón (2011)
- Confío (En Vivo) - con Carlos Cintrón y Omar Cintrón (2011)
- Todo te lo doy - con Álex Zurdo (2014)
- En el Nombre de Jesús - con Redimi2 (2014)
- Vivo Para Adorarte - con Ema Rodz (2014)
- No Hay Lugar Más Alto - con Miel San Marcos (2014)
- Tú Eres Para Mí - con Gateway Worship (2014)
- Desciende - con Marco Barrientos (2014)
- Tú Eres Rey - con Barak (2015)
- Incomparable Dios - con Marco Barrientos (2016)
- Rey Infinito - con Marco Barrientos y Marcos Brunet (2016)
- Dios De Lo Imposible - con Marco Barrientos y David Reyes (2016)
- Wildfire/El Encuentro - con Marco Barrientos y David Reyes (2016)
- En Ti Confiaré - con Edgar Lira (2016)
- Dios Y Rey - con Gateway Worship (2016)
- Por La Eternidad - con Redimi2 y Julio Melgar (2017)
- Dios de Milagros - con Lead (2017)
- Tu Amistad Me Hace Bien - con Alex Campos, Karina Moreno, Coalo Zamorano y Gadiel Espinoza (2017)
- Que Se Abra El Cielo - con Gateway Worship y Marcos Brunet (2018)
- Glorioso - con Gateway Worship (2018)
- Agua Viva - con Gateway Worship (2018)
- Todo Lo Haces Nuevo - con Generación 12 (2018)
- Promesas No Fallarán - con Bethel Music (2019)
- Espíritu Santo (Versión Legado) - con Lowsan Melgar (2020)
- Lugar Secreto (Español) - con Gabriela Rocha (2020)
- Mi Libertador - Miel San Marcos (2020)
- El Shaddai - con Gateway Worship (2022)
- Ven Satura - con Gateway Worship (2022)
- Danzando - con Gateway Worship Español (2022)

## Videos

### Musicales
- Eres Mi Fuerza - con Jaime De León (2005)
- Padre Nuestro (2009)
- Gloria En Lo Alto (2011)
- Él Nos Ama (2011)
- Como Dijiste (2011)
- Magnífico (2013)
- Loco Amor (2020)
- Louco Amor (2020)
- Crazy Love (2020)
- Ancla (2020)
- Anchor (2020)
- Noche de paz/Silent Night/Noite feliz (2020)
- Donde está el Espíritu de Dios (2021)

- Onde O Espírito de Deus está  (2021)
- Where the Spirit of the Lord is (2021)
- Hasta poder ver (2021)
- Respirar del cielo (2021)
- Eres Tú (2022)
- Ecos en la Oscuridad (2022)
- Me Aferro (2022)
- Desde el Principio Hasta El Final (2022)
- No Hay Comparación (2022)
- El Gran Nombre del Señor (2022)
- Tu Palabra Es (2022)

### Colaborativos
- Te Necesito - Feat. Funky (2011)
- El Nombre De Jesús - Feat. Redimi2 (2014)
- Vivo Para Adorarte - Feat. Ema Rodz (2014)
- No Hay Lugar Más Alto (En Vivo) - Feat. Miel San Marcos (2014)
- Tu Eres Rey - Feat. Barak (2015)
- Incomparable Dios - Feat. Marco Barrientos (2016)
- Rey Infinito - Feat. Marco Barrientos y Marcos Brunet (2016)
- Dios De Lo Imposible - Feat. Marco Barrientos y David Reyes (2016)
- No Hay Lugar Más Alto - Feat. Miel San Marcos (2016)
- En Ti Confiaré - Feat. Edgar Lira (2016)
- Que Se Abra El Cielo - Feat. Gateway Worship y Marcos Brunet (2018)
- Glorioso - Feat. Gateway Worship (2018)
- Agua Viva - Feat. Gateway Worship (2018)
- Todo Lo Haces Nuevo (En Vivo) - Feat. Generación 12 (2018)
- La Bendición - Latinoamérica (2020)
- Lugar Secreto (Español) - Feat. Gabriela Rocha (2020)
- Famous For (I Believe) / Do It Again (Live) - Feat. Tauren Wells y Jenn Johnson (2020)
- Mi Libertador - Miel San Marcos y Christine D'Clario (2020)
- El Shaddai - Gateway Worship y Christine D'Clario (2022)
- Ven Satura - Gateway Worship y Christine D'Clario (2022)
- Danzando - Gateway Worship, Christine D'Clario, Travy Joe, Daniel Calveti, Becky Collazos y Josh Morales (de Miel San Marcos)
- Corriente / Un Día A La Vez (Medley) - con Montesanto
- Tu proveerás - Majo y Dan, y Christine D'Clario (2023)

### Videografìa
- Eterno: Live (2015)
- Emanuel (2018)